# Canton de Cherbourg-Octeville-Sud-Ouest
Le canton de Cherbourg-Sud-Ouest est une ancienne division administrative française, située dans le département de la Manche et la région Basse-Normandie.

## Présentation
Le canton de Cherbourg-Octeville-Sud-Ouest comptait 19 161 habitants (population municipale) en 2012 et se composait d’une fraction de la commune de Cherbourg-Octeville et de cinq autres communes :
- Cherbourg-Octeville (fraction)
- Couville ;
- Hardinvast ;
- Martinvast ;
- Saint-Martin-le-Gréard ;
- Tollevast.

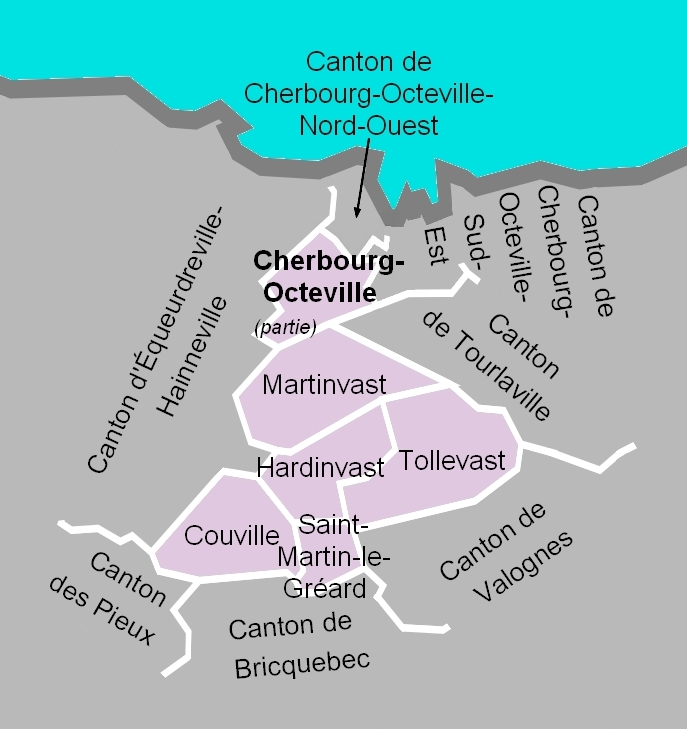
La carte des communes du canton. Les cantons limitrophes étaient ceux d'Équeurdreville-Hainneville, de Cherbourg-Octeville-Nord-Ouest, de Cherbourg-Octeville-Sud-Est, de Tourlaville, de Valognes, de Bricquebec et des Pieux.

Aux deux tiers urbain et un tiers rural, le canton avait une population de 19 644 habitants en 2009. Aux côtés du territoire d'Octeville et sa ZUP des Provinces, sont des petites communes rurales, Couville, Martinvast, Tollevast, Hardinvast et Saint-Martin-le-Gréard, profitant inégalement de l'étalement urbain en termes de croissance démographique et de développement économique. Ainsi, Martinvast et Tollevast disposent chacune d'une zone d'activité artisanale et commerciale à proximité respectivement de Cherbourg-Octeville et de La Glacerie.
Le canton était traversé par la D 650 qui relie Cherbourg aux Pieux et à Barneville-Carteret. Il devrait également accueillir le projet de contournement routier ouest de l'agglomération.
Fusionnée le 1er mars 2000 avec Cherbourg, Octeville était la seule commune supprimée, depuis la création des communes sous la Révolution, incluse dans le territoire du canton de Cherbourg-Octeville-Sud-Ouest. La commune prend alors le nom de Cherbourg-Octeville.
À la suite du redécoupage des cantons pour 2015, les cinq communes entières ainsi que la plus grande partie d'Octeville sont rattachées au canton de Cherbourg-Octeville-3, La partie nord d'Octeville (la Croix Bonami) est intégrée au canton de Cherbourg-Octeville-1.

## Élections
En 1994, Bernard Cazeneuve est parachuté sur le canton d'Octeville pour mettre fin aux divisions de la gauche municipale. Élu conseiller général, puis maire d'Octeville, il abandonne son siège au conseil général en 1998 à la suite de son élection comme député. Michel Lerenard (PS) est élu, et réélu au premier tour avec 50,49 % des suffrages en 2001, et 51,63 % en 2008.

## Représentation

### Conseillers généraux du canton d'Octeville (1833 à 1973)
L'ancien canton d'Octeville, renommé Cherbourg-Octeville Sud-Ouest après la fusion des deux communes, a été divisé en 1973 quand il était l'un des plus gros du département, pour créer les cantons d'Équeurdreville-Hainneville et de Tourlaville.
| Période | Période           | Identité                                | Étiquette                | Qualité |
| ------- | ----------------- | --------------------------------------- | ------------------------ | --- |
| 1833    | 1839              | Nicolas Vrac                            |                          | Avocat, président du tribunal de première instance de Cherbourg |
| 1839    | 1848              | Alexandre du Moncel                     |                          | Général du génie, châtelain de Martinvast, député et pair de France                                                                                                  |
| 1848    | 1852              | Charles Hervieu                         |                          | Propriétaire, maire de Martinvast, conseiller d'arrondissement |
| 1852    | 1861              | Alexandre du Moncel                     |                          | Général du génie, châtelain de Martinvast, député et pair de France                                                                                                  |
| 1861    | 1870              | Comte Théodose du Moncel                |                          | Membre de l'Académie des sciences, fils du précédent |
| 1870    | 1877              | Henri Lucas de Couville                 | Droite                   | Maire de Querqueville |
| 1877    | 1882 (décès)      | Eugène Vrac                             | Républicain              | Avocat |
| 1882    | 1907              | Nicolas-Eugène Vrac (fils du précédent) | Républicain Progressiste | Avocat, maire de Nouainville, conseiller d'arrondissement |
| 1907    | 1917              | Alexandre Dumoncel                      | Républicain              | Négociant, maire d'Octeville |
| 1919    | 1921 (démission)  | Hippolyte Mars                          | SFIO                     | Ouvrier ajusteur de l'Arsenal, maire d'Équeurdreville |
| 1921    | 1931              | Jules Maffre                            | RG-Rad.                  | Agent technique des travaux hydrauliques au port de Cherbourg, maire d'Hainneville                                                                                   |
| 1931    | 1932 (annulation) | Raymond Le Corre (1901-1944)            | SFIO                     | Vérificateur des douanes, secrétaire général de la Fédération socialiste SFIO de la Manche                                                                           |
| 1932    | 1940              | Jean Goubert (1899-1944)                | SFIO                     | Professeur de lettres à Équeurdreville abattu par les Allemands le 18 juin 1944 dans son village natal                                                               |
|         |                   |                                         |                          | |
| 1945    | 1973 (décès)      | Joseph Bocher                           | SFIO-PS                  | Officier mécanicien de la marine marchande, sénateur (1946-1948), maire d'Équeurdreville-Hainneville, suppléant du député René Schmitt (1958-1962), mort en fonction |

### Conseillers généraux du canton de Cherbourg Sud-Ouest (de 1973 à 2015)
| Période | Période          | Identité                    | Étiquette | Qualité                                                                                       |
| ------- | ---------------- | --------------------------- | --------- | --------------------------------------------------------------------------------------------- |
| 1973    | 1994             | Georges Jourdam (1920-2002) | PS        | Instituteur, maire d'Octeville                                                                |
| 1994    | 1998 (démission) | Bernard Cazeneuve           | PS        | Juriste, maire d'Octeville puis de Cherbourg-Octeville, député (1997-2002, 2007-2012 et 2017) |
| 1998    | 2015             | Michel Lerenard             | PS        | Enseignant retraité                                                                           |

### Conseillers d'arrondissement du canton d'Octeville (de 1833 à 1940)
Le canton d'Octeville avait deux conseillers d'arrondissement.
| Période                                  | Période          | Identité                            | Étiquette   | Qualité |
| ---------------------------------------- | ---------------- | ----------------------------------- | ----------- | --- |
| 1833                                     | 1836             | Jean Charles Damourette (1779-1866) |             | Maire de Querqueville                                                                                       |
| 1833                                     | 1836             | M. Mabire                           |             | Propriétaire à Martinvast                                                                                   |
| 1836                                     | 1848             | Charles Hervieu                     |             | Propriétaire, maire de Martinvast                                                                           |
|                                          |                  |                                     |             | |
|                                          | 1881 (démission) | M. Bertault                         |             | |
| 1881                                     | 1882 (démission) | Nicolas-Eugène Vrac                 | Républicain | Avocat, maire de Nouainville                                                                                |
|                                          |                  |                                     |             | |
|                                          | 1894 (décès)     | M. Lemarquand                       |             | Cultivateur à Digosville                                                                                    |
|                                          |                  |                                     |             | |
| 1919                                     | 1928             | Eugène Ledentu                      | SFIO        | Commis principal de la marine en retraite à Équeurdreville                                                  |
| 1919                                     | 1934             | Laurent Dupont                      | SFIO        | Ouvrier à l'arsenal de Cherbourg, conseiller municipal d'Octeville                                          |
| 1928                                     | 1934             | Léon Leblond                        | SFIO        | Retraité de la Marine, maire de Tourlaville                                                                 |
| 1934                                     | 1940             | René Lecanu                         | SFIO        | Agent technique de la Marine, maire d'Hainneville                                                           |
| 1934                                     | 1940             | Ernest Magnin                       | SFIO        | Directeur d'école honoraire, en retraite à Montfarville, révoqué par le gouvernement de Vichy               |
| 1940                                     |                  |                                     |             | Les conseils d'arrondissement ont été suspendus par la loi du 12 octobre 1940 et n'ont jamais été réactivés |
| Les données manquantes sont à compléter. |                  |                                     |             | |

### Circonscription législative
Le canton participe à l'élection du député de la cinquième circonscription de la Manche jusqu'aux élections législatives de 2012, puis de celui de la quatrième après le redécoupage des circonscriptions.

## Démographie
| 2006   | 2011   | 2012   |
| ------ | ------ | ------ |
| 20 166 | 19 299 | 19 161 |